# Шапитмейстер
Шапитмейстер — руководитель и организатор работ по установке, эксплуатации и разборке конструкций передвижного цирка-шапито.
Шапитмейстер в цирке-шапито — важная и ответственная должность. Кроме собственно правильной сборки и разборки циркового павильона, шапитмейстер отвечает за безопасную эксплуатацию сооружения. Наблюдение за техническим состоянием постройки — одна из основных его обязанностей. Ко всему прочему, шапитмейстер должен постоянно наблюдать за погодой, так как перед дождём необходимо несколько расслабить шапито. Также он следит за тем, чтобы на сооружении от дождя не образовывались водяные мешки, представляющие потенциальную опасность для артистов и зрителей.
Шапитмейстер обязан уметь грамотно читать специальные план-схемы местности, чтобы при установке шапито не повредить проходящие под землей коммуникации.
Профессия шапитмейстера достаточно редкая и уникальная. Мастерство передаётся непосредственно от мастера к ученику.
Желающий стать шапитмейстером не должен бояться высоты.